# Asilus auripilus
Asilus auripilus là một loài ruồi trong họ Asilidae. Asilus auripilus được Meigen miêu tả năm 1830. Loài này phân bố ở vùng Cổ Bắc giới.